# Приволье (Херсонская область)
Приволье (укр. Привілля) — село в Каланчакской поселковой общине Скадовского района Херсонской области Украины.
Население по переписи 2001 года составляло 436 человек. Почтовый индекс — 75811. Телефонный код — 5530. Код КОАТУУ — 6523284401.

## История
В 1946 году указом ПВС УССР село Домузла переименовано в Приволье.
В 2022 году, во время вторжения России на Украину, село было захвачено. На данный момент находится под оккупацией ВС РФ.

## Местный совет
75811, Херсонская обл., Каланчакский р-н, с. Приволье, переул. Школьный